# Luci Fadi
Luci Fadi (en llatí Lucius Fadius) va ser un notable de la ciutat d'Arpinium. Formava part de la família dels Fadi, molt influent.
Va exercir en aquella ciutat diverses magistratures i l'any 44 aC Ciceró el menciona amb el càrrec d'edil que era la més alta magistratura de la ciutat.